# Fraktal Ljapunova
Fraktál Ljapunova [~ ljapúnova] je v matematiki bifurkacijski fraktal preprostega biološkega modela poseljenosti, razširjenega v dve razsežnosti, kjer se lahko stopnja naraščanja populacije periodično spreminja med dvema vrednostima a in b. Vsak par stopnje naraščanja je voden preko transportnega modela poseljenosti. Fraktal se imenuje po ruskem matematiku, mehaniku in fiziku Aleksandru Mihajloviču Ljapunovu.
Naj bo f funkcija dveh spremenljivk x in r. r naj se spreminja z naraščanjem iteracij fn, fn+1, fn+2... Na primer r lahko zavzame dve vrednosti a ≡ 0 ali b ≡ 1:
{\displaystyle f^{2n+1}=f\left(f^{2n+1}(x),a\right)\!\,}
{\displaystyle f^{2n+1}=f\left(f^{2n+1}(x),b)\right)\!\,,}
kar pomeni, da si vrednosti sledijo po nekem vzorcu 01010101... Tudi drugi vzorci so možni, na primer 011011011... vendar naj bodo končni, takšni, ki se ponavljajo. Pri tem zapišemo samo prvo ponovitev. To pomeni, da zapišemo 01, če želimo vzorec 01|01|01|01|..., 011, če mislimo na 011|011|011|011... Z realno funkcijo f (x,r) in z začetno vrenostjo x0 ter poljubnim vzorcem kot je 01011 je možnih neskončno mnogo kombinacij a ali b. Te kombinacije si zamislimo na ravnini ab.
Potem se za vsak par izračuna vrednost karakterističnega eksponenta Ljapunova λ(f,x). Karakteristični eksponent Ljapunova λ(f,x) izračunamo s prištevanjem log |r- 2 r x| v več ciklih modela poseljenosti in z delitvijo številov ciklov. Negativni karakteristični eksponenti Ljapunova kažejo na stabilno, urejeno, predvidljivo, periodično obnašanje in tvorijo rob fraktala Ljapunova. Pozitivni pa nakazujejo raztegljiv, kaotičen ali razcepljen model, ki ostaja zunaj takšne množice. Glede na vrednost Ljapunovega karakterističnega eksponenta lahko obarvamo vsako točko posebej. Pri tem dobimo prečudovite slike, odvisno od tega kakšne vrednosti smo izbrali.
Fraktali Ljapunova se včasih imenujejo tudi  fraktali Markus-Ljapunova  po Mariu Markusu, ki jih je prvi raziskoval v obnašanju pivskega kvasa. Markus ni obravnaval samo negativne parabole, ampak tudi funkcijo sinus:
{\displaystyle f(x)=b\sin ^{2}(x+r)\!\,.}
Takšna funkcija se ponovi po π, kar pomeni, da se lahko obravnava samo interval [0, π], ker je zunaj tega intervala vse enako. To pomeni tudi, da je ravnina ab ponavljajoča se preslikava izhodiščnega intervala. Začetna vrednost x0 ni bistvena. Če je Ljapunova karakteristični eksponent začetne vrednosti x0 pozitiven, je velika verjetnost, da bo pozitiven tudi za ostale začetne vrednosti. Na drugi strani pa je vrednost b, ki kaže strmino funkcije f, zelo pomembna. Čim večji je b, več točk bo v ravnini ab tudi kaotično posejanih. Zelo pomemben je tudi vzorec a in b. Če najpreprostejši vzorec 01 vodi k presenetljivim vrednostim. Že bolj zapleteni vzorci pa generirajo še bolj zamotano sliko v ravnini.